# Strophocactus wittii
Strophocactus wittii ist eine Pflanzenart in der Gattung Strophocactus aus der Familie der Kakteengewächse (Cactaceae). Sie ist eine von drei Kakteenarten, die im zentralen Amazonasbecken verbreitet sind. Ihr epiphytischer Wuchsort an den Stämmen der Uferbäume der Igapó-Flüsse wird regelmäßig für einige Wochen überflutet. Während dieser Zeit erfolgt die Ausbreitung der Samen durch das Wasser, was einzigartig innerhalb der Familie der Kakteengewächse ist.
Die Erstbeschreibung erfolgte 1900 durch Karl Moritz Schumann. Der zweite Teil des wissenschaftlichen Namens, das Epitheton der Art, ehrt den deutschen Geschäftsmann und Hobbypflanzensammler Nikolaus Heinrich Witt, der die Art entdeckte.

## Beschreibung

### Vegetative Merkmale
Strophocactus wittii wächst als Aufsitzerpflanze rankend und kletternd auf Bäumen. Die reich verzweigten, blattartig abgeflachten Triebe sind Phyllokladien, die dicht an die Baumstämme ihrer Träger angepresst sind und  entlang ihrer Mittelrippe Luftwurzeln ausbilden. Bei direkter Sonneneinstrahlung färben sich die elliptischen bis lanzettlichen, dunkelgrünen Triebe auf Grund einer starken Betalain-Pigmentierung mattrot und sind dadurch aus der Ferne gut sichtbar. Sie werden bis zu 60 Zentimeter lang, 6 bis 14 Zentimeter breit und sind nur 2 bis 4 Millimeter dick. An ihren leicht eingekerbten Rändern stehen in sehr engem Abstand von 5 bis 10 Millimetern mit weißer Wolle besetzte Areolen. Aus den Areolen entspringen bis zu 20 nadelförmige, gelblich braune Dornen von bis zu 12 Millimeter Länge.

### Blüten

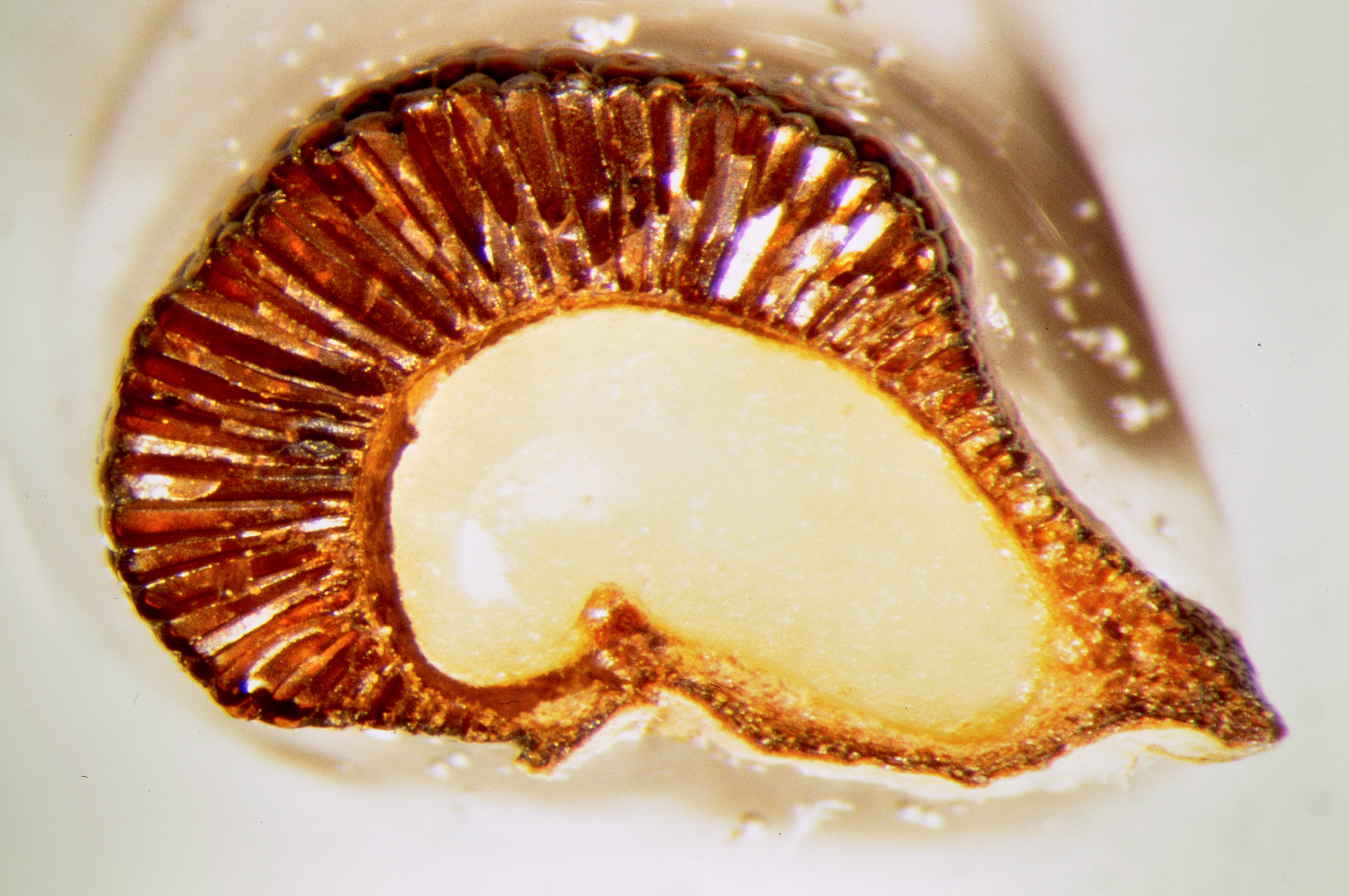
Strophocactus wittii, Samenkorn quergeschnitten. Der weißliche nierenförmige Embryo ist von einer braunen Samenschale mit vielen Luftkammern umgeben. Sie ermöglichen das Schwimmen (Wasserverbreitung!) in den Amazonas-Überschwemmungswäldern

Die stieltellerförmigen Blüten sind bis zu 27 Zentimeter lang und erreichen Durchmesser von 12,5 Zentimetern. Die lange, schlanke Blütenröhre misst nur 9 Millimeter im Durchmesser. Sie verjüngt sich nach oben und ist dort nur etwa halb so dick wie an der Basis. Ihre Blütenhülle ist flach ausgebreitet. Die mehr oder weniger gleichgeformten und gefärbten Blütenhüllblätter sind reinweiß und reflektieren intensiv ultraviolettes Licht. Das Perikarpell und die Blütenröhre sind schuppig und mit haarförmigen Dornen besetzt. Die etwa 10 äußeren Blütenhüllblätter sind linealisch und etwa doppelt so lang wie die inneren, verkehrt eilanzettlichen, zugespitzten oder lang zugespitzten Blütenhüllblätter.
Die am Blütenboden sitzenden Nektarien scheiden eine große Menge klaren Nektars ab. Der Fruchtknoten besteht aus 10 bis 14 Fruchtblättern. Die Fruchtblätter und der untere Teil des Griffels sind warzig. Die Staubblätter ragen nicht über die inneren Blütenhüllblätter hinaus. Im Gegensatz zu den Arten der Gattung Selenicereus, deren Staubblätter für gewöhnlich tricolpate Pollenkörner bilden, sind die Pollenkörner von Strophocactus wittii hexacolpat, das heißt, sie besitzen sechs statt drei auf der Oberfläche der Pollenkörner verteilte Keimfalten.
Am natürlichen Standort blüht Strophocactus wittii im Mai, in Gewächshauskultur hingegen in den Monaten von November bis Februar. Die Blüten öffnen sich nur für eine Nacht. Die Blütenöffnung beginnt nach Sonnenuntergang. Innerhalb von zwei Stunden ist die Blüte vollständig geöffnet. Mit Sonnenaufgang schließt sie sich wieder. Bis zur vollen Blütenöffnung verströmen die Blüten anfangs einen intensiven Duft, der sich schließlich in einen unangenehmen Geruch verwandelt. Die für den Geruch verantwortlichen Bestandteile wurden als Benzylalkohol, Benzylbenzoat und Benzylsalicylat identifiziert.

### Früchte und Samen
Die Früchte sind längliche, grünliche und bedornte Beeren von ungefähr 3,5 Zentimeter Länge. Sie reifen am natürlichen Standort in etwa einem Jahr heran und reißen dann entlang einer Längsöffnung auf. Das enthaltene Fruchtfleisch ist eher trocken.
Die muschelförmigen, glänzend schwarzbraunen Samen sind etwa 4 Millimeter lang und 2 Millimeter breit. Für Samen der Familie der Kakteengewächse sind sie damit ungewöhnlich groß. Nabel und Keimmund der Samen sind miteinander vereinigt. Die Samenschale ist fast glatt. Der Hauptteil des Samens besteht aus einer Schicht stark vergrößerter, toter Zellen, die sich an der Oberseite befinden und die mit Luft gefüllt sind, wodurch die Samen in Wasser schwimmen können.

## Ökologie

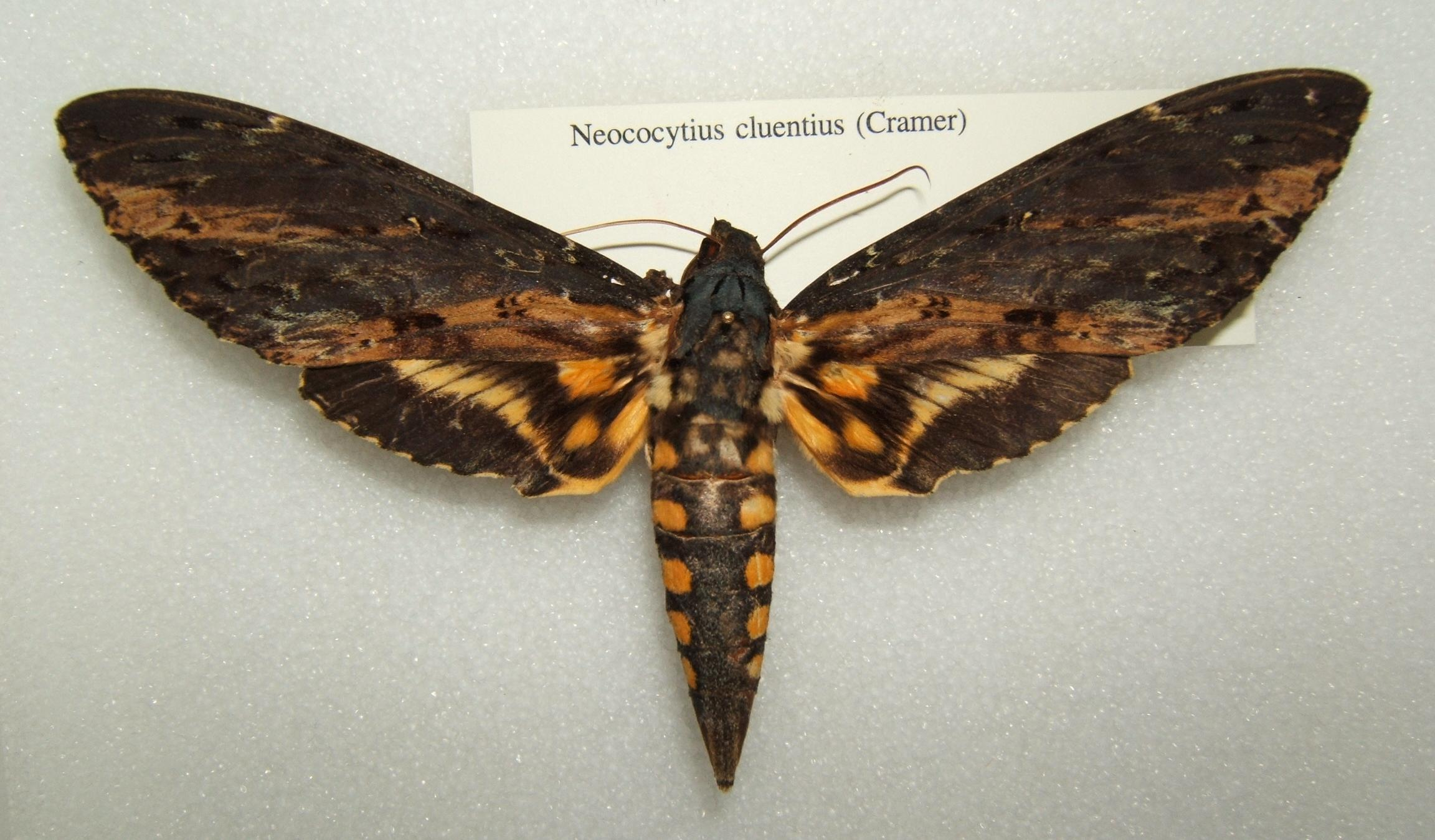
Neococytius cluentius – ein möglicher Bestäuber der Art

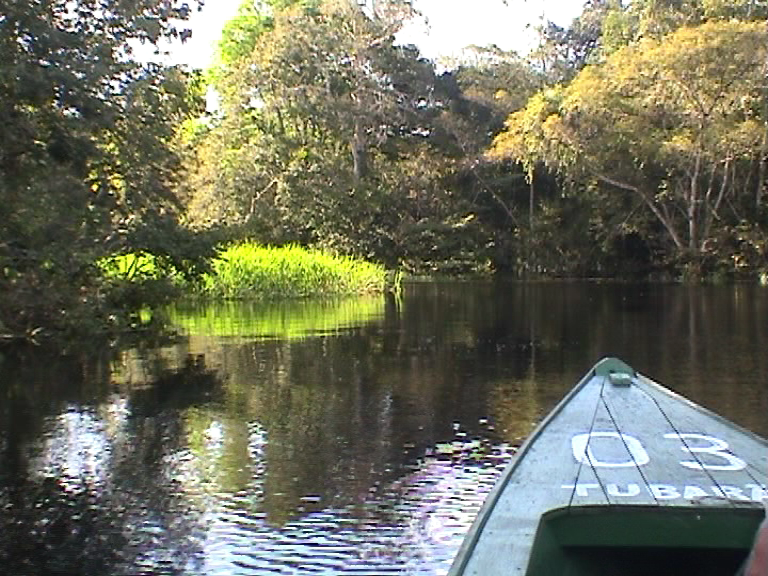
Am Rio Negro wurden die ersten Pflanzen von Strophocactus wittii entdeckt.

### Bestäubung
Bestimmte Blütenmerkmale, beispielsweise die reinweiße Farbe, die extreme Stieltellerform, der Duft und das nächtliche Öffnen, deuten auf eine ausschließliche Bestäubung der Blüten durch Schwärmer hin. In der Natur konnte bisher jedoch eine Bestäubung noch nicht beobachtet werden. Aufgrund der Länge der Blütenröhre kommen nur die beiden Arten Neococytius cluentius und Amphimoea walkeri in Frage, die Rüssel bis zu 25 Zentimetern besitzen und im natürlichen Verbreitungsgebiet von Strophocactus wittii vorkommen.

### Ausbreitung
Der Aufbau der Samen mit ihren großen, luftgefüllten, äußeren Zellen der Samenschale weicht von allen anderen Kakteenarten ab. Die Ausbreitung der dadurch schwimmfähigen Samen erfolgt durch das Wasser (Hydrochorie). Die ebenfalls in den Igapó-Wäldern des Rio Negro lebende epiphytische Orchideenart Galeandra devoniana breitet sich ebenso wie der Sonnentau Drosera amazonica auf diese Weise aus.

## Verbreitung
Strophocactus wittii ist in den Regenwäldern des zentralen Amazonasbeckens entlang von Schwarzwasserflüssen verbreitet. Dort wächst die Art im Kronenraum der zeitweise überfluteten Überschwemmungswälder in reicher Zahl. Das Verbreitungsgebiet erstreckt sich entlang der Flüsse Rio Negro und Rio Japurá in Brasilien über die Flüsse Río Vaupés, Río Apaporis und Caquetá in Kolumbien nach Nordost-Peru in die Region Loreto bis zur Stadt Iquitos und umfasst wahrscheinlich den südlichen Bereich des Amazonasbeckens in Venezuela. Außer Strophocactus wittii wachsen dort lediglich noch die beiden Kakteenarten Rhipsalis baccifera und Epiphyllum phyllanthus.

## Botanische Geschichte und Systematik

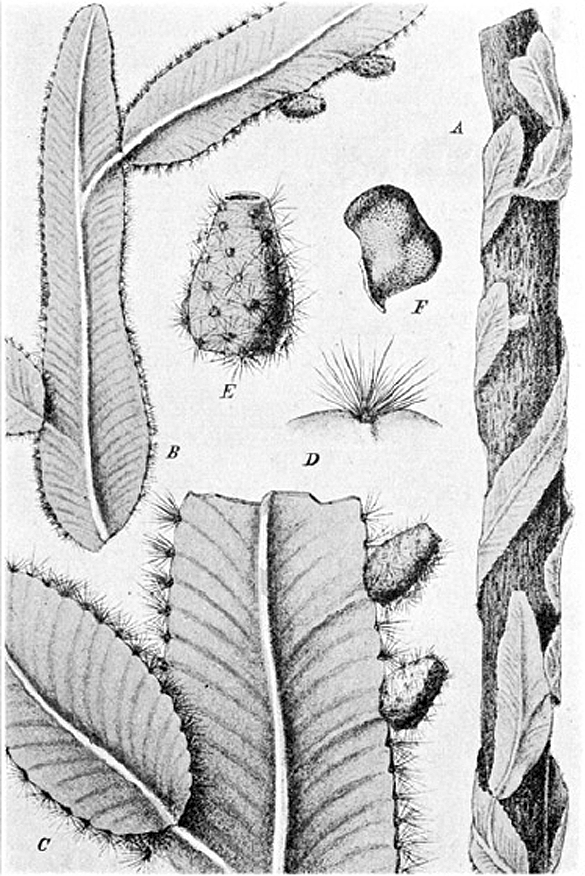
Strophocactus wittii, Tafel aus der Erstbeschreibung von 1900 durch Karl Moritz Schumann.

Strophocactus wittii wurde 1899 in den Igapó-Wäldern des Rio Negro bei Manaus durch den deutschen Geschäftsmann und Hobbypflanzensammler Nikolaus Heinrich Witt entdeckt. Er schickte eine Pflanze an Karl Moritz Schumann in Berlin-Dahlem, der sie taxonomisch zunächst nicht einordnen konnte. Erst als Schumann im Herbst 1900 weitere Exemplare von Witt erhielt und an ihnen Früchte entdeckte, konnte er sie der Gattung Cereus zuordnen und die Erstbeschreibung als Cereus wittii veröffentlichen. Mit der Wahl des Artnamens ehrte Schumann den Entdecker der Art.
Nathaniel Lord Britton und Joseph Nelson Rose schufen 1913 die monotypische Gattung Strophocactus mit der einzigen Art Strophocactus wittii. Den botanischen Namen der Gattung leiteten sie auf Grund der um Stämme gewundenen oder verdrehten Triebe vom griechischen Substantiv στροφή strofe für „Wendung, Drehung“ ab. Gordon Douglas Rowley stellte die Art schließlich 1986 auf Grund ihres Blütenbaues in die Gattung Selenicereus.
Die Pflanzenillustratorin Margaret Mee konnte die Art an ihrem Wildstandort beobachten und zeichnen. Die bisher einzige ausführliche Untersuchung von Strophocactus wittii wurde 1997 von Wilhelm Barthlott und seinen Mitarbeitern vorgenommen. Durch diese Untersuchung konnten zahlreiche Details zur Biologie, Ökologie und Verbreitung von Strophocactus wittii geklärt werden. Ralf Bauer schlug 2003 vor, die Gattung Strophocactus wieder anzuerkennen und Selenicereus wittii wieder in diese Gattung einzuordnen.
2015 beschrieb Erich Kramm die Unterart Strophocactus wittii subsp. ericii.

## Nachweise